# .ir
.ir este un domeniu de internet de nivel superior, pentru Iran (ccTLD).